# Luật Tố tụng Hành chính Cộng hòa Nhân dân Trung Hoa
Luật Tố tụng Hành chính Cộng hòa Nhân dân Trung Hoa (tiếng Trung: 中华人民共和国行政诉讼法; APL) là bộ luật được thông qua vào năm 1989 cho phép tư nhân có thể khởi kiện các cơ quan hành chính và cá nhân trên cơ sở vi phạm quyền của họ. Luật này thường được viện dẫn trong các tranh chấp nhà ở.
Năm 2015, Luật Hành chính được sửa đổi.(tr136) Lần sửa đổi này giúp mở rộng quyền khởi kiện chính phủ của người dân.(tr136)
Luật Tố tụng Hành chính được coi là một thành tựu quan trọng trong việc thực thi Hiến pháp Trung Quốc và hệ thống pháp luật xã hội chủ nghĩa của nước này. Cũng theo nhà kinh tế Kim Khắc Vũ, những lần sửa đổi Luật Tố tụng Hành chính được ban hành vào năm 2021 đã đánh dấu một cột mốc mới trong việc cải thiện pháp quyền ở Trung Quốc.(tr281)